# 加拿大人号列车 (纽约中央铁路)
加拿大人号列车（英語：Canadian）是一条现已停运的美加国际列车线路，运营期间还曾使用加拿大—尼亚加拉号列车（Canadian-Niagara）、尼亚加拉—加拿大号列车（Niagara-Canadian）的名称，运行于美国芝加哥和加拿大的上加拿大之间。1914年开通，1961年停运。